# Kookurence
Kookurence neboli souvýskyt je v lingvistice popis výskytu dvou výrazů, lexikálních jednotek, v textovém korpusu vedle sebe v určitém pořadí. Uvádí, které prvky větné stavby patřící do stejné kategorie se mohou vyskytovat ve stejné, tedy analogické, pozici téže roviny stavby věty. Souvýskyt v tomto lingvistickém smyslu lze interpretovat jako ukazatel sémantické blízkosti nebo idiomatického vyjádření. Korpusová lingvistika a její statistické analýzy odhalují vzorce souvýskytů v rámci jazyka a umožňují vypracovat typické kolokace pro jeho lexikální položky. Tzv. omezení souvýskytu je identifikováno tehdy, když se jazykové prvky nikdy nevyskytují společně. Analýza těchto omezení může vést k objevům o struktuře a vývoji jazyka.
Kovýskyt lze považovat za rozšíření počítání slov ve vyšších dimenzích. Souvýskyt lze kvantitativně popsat pomocí měření, jako je korelace nebo vzájemná informace.